# La morte di Bessie Smith
La morte di Bessie Smith (The Death of Bessie Smith) è un'opera teatrale del drammaturgo statunitense Edward Albee, rappresentata per la prima volta a Berlino Ovest nel 1960. Il dramma si basa sulla premessa, sfatata nel 1972, che Bessie Smith sia morta perché l'ospedale in cui fu portata dopo l'incidente stradale di cui fu vittima si rifiutò di prestarle soccorso in quanto ospedale "solo per bianchi" («whites only»).

## Trama
Il dramma consiste soprattutto in una serie di conversazioni tra i due amici neri Bernie e Jack e tra Jack e Bessie (che non appare mai in scena). L'azione ha luogo in un ospedale separato per "razza", con occasionali interazioni tra il personale nero e quello bianco.

## Produzioni
Il dramma debuttò allo Schlosspark Theater di Berlino Ovest il 21 aprile 1960. Il debutto negli Stati Uniti avvenne l'anno successivo, alla York Playhouse nell'Off Broadway, dove La morte di Bessie Smith andava in scena in repertorio con Il sogno americano. Diretto da Lawrence Arrick, il cast comprendeva Rae Allen Ben Piazza nei ruoli degli unici due personaggi bianchi del dramma.
La piece debuttò a Londra nel 1961, al Royal Court Theatre, con la regia di Peter Yates e un cast che comprendeva Richard Easton.
Il 2 ottobre 1968 il dramma debuttò al Billy Rose Theatre di Broadway, dove rimase in scena per 12 repliche. In occasione del settantacinquesimo compleanno di Albee Bessie Smith andò in scena al Goodman Theatre di Chicago nel 2003.